# Cultivos subutilizados

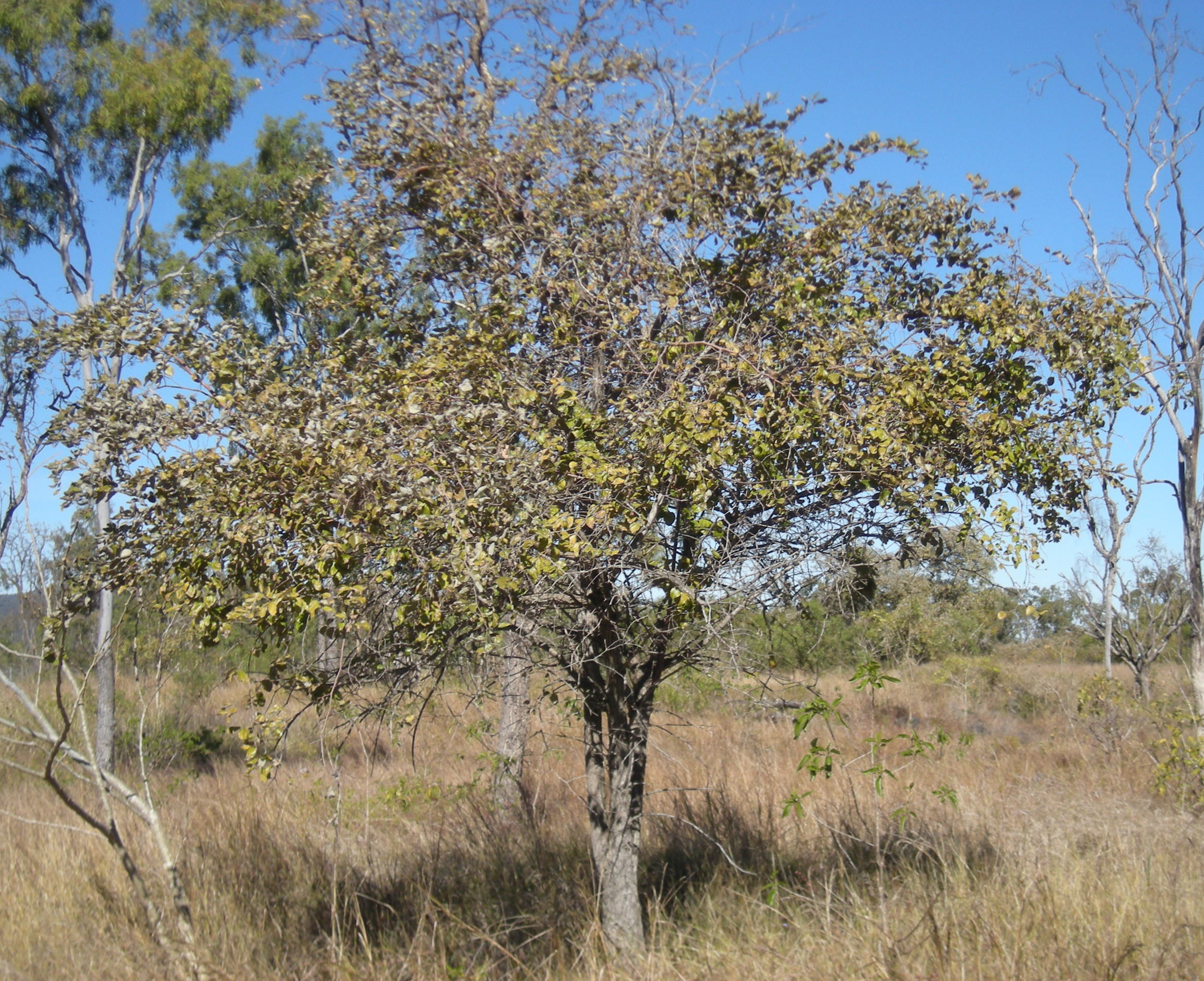
Árbol de Z. mauritiana.

Los cultivos subutilizados o NUS (por sus siglas en inglés Neglected and underutilized crops) son especies que tradicionalmente se usan para alimento, fibra, aceite y o propiedades medicinales pero cuyo uso se ha reducido con el tiempo. Tienen un potencial sub-explotado por sus cualidades. Han sido con frecuencia pasados por alto por la investigación científica.

## Panorama
Los cultivos subutilizados son cultivados en un grado significativamente más pequeño de lo que se ha demostrado que deberían ser. Solo tres cultivos -  el maíz , trigo y arroz - contabilizan aproximadamente la mitad del consumo de proteínas y calorías. El 95% de las necesidades de alimento del mundo son provistas por alrededor de 30 especies de plantas. En severo contraste, un estimado de 7,500 especies son consideradas comestibles en el mundo de hoy. Las plantas subutilizadas y abandonadas son aquellas que podrían ser - y, en muchos casos, históricamente han sido – utilizadas para comida en una escala más grande.
Aparte de su potencial comercial, muchos de los cultivos subutilizados también proveen servicios medioambientales, ya que están adaptados a suelos y situaciones climáticas marginales.

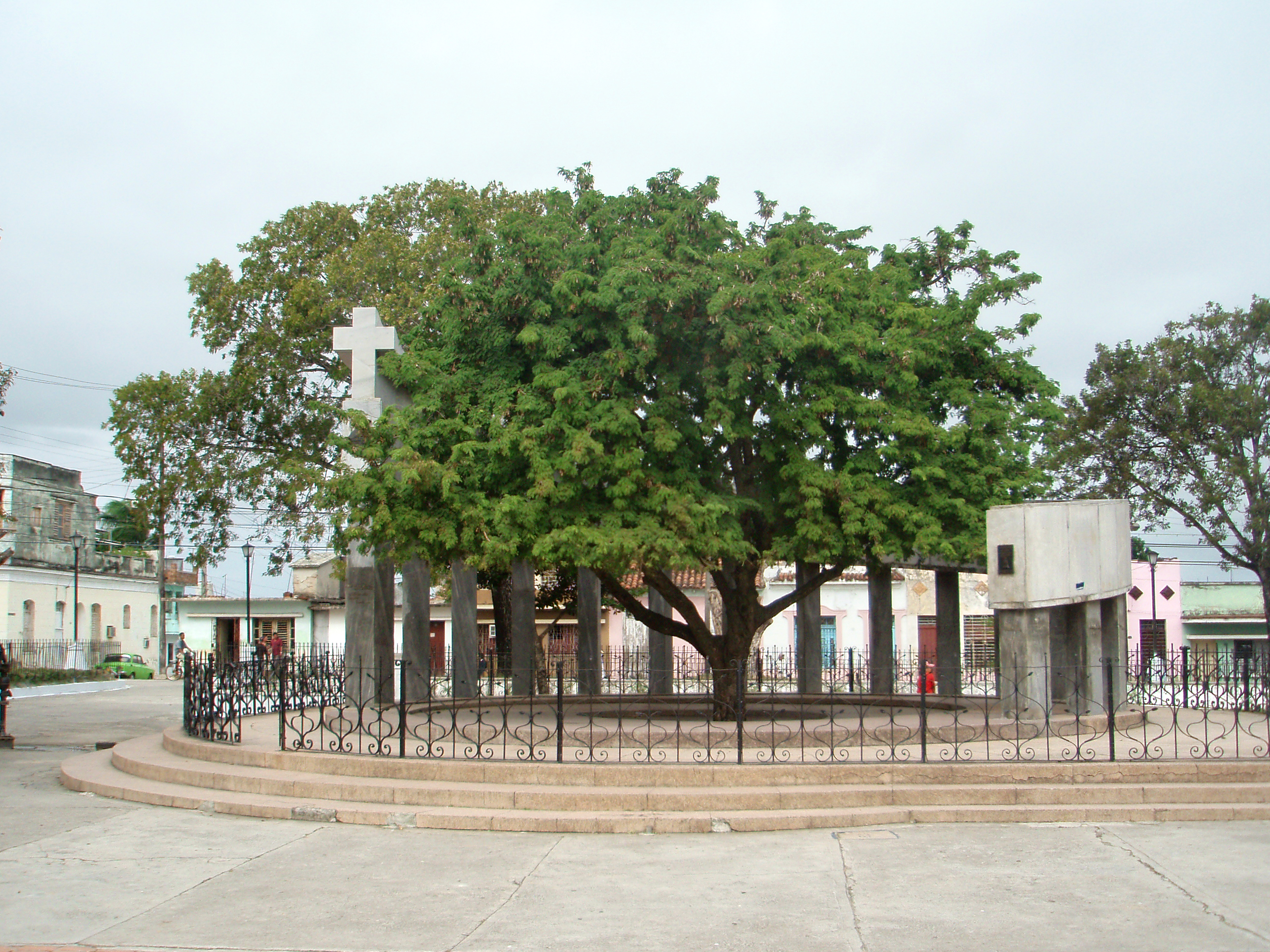
Tamarindo en el lugar de fundación de la ciudad de Santa Clara (Cuba).

Para ser considerado un "cultivo subutilizado", una planta debe reunir tres criterios:
- Probado valor alimenticio y energético.
- Se ha probado que ha sido cultivado. Ya sea si:

- La planta ha sido ampliamente utilizada en el pasado, o
- La planta es actualmente cultivada en una área geográfica

- Actualmente es menos cultivada que otras plantas con las que se puede comparar

Los cultivos subutilizados tienen las siguientes características comunes:
- Representan una enorme riqueza en biodiversidad y tienen un gran potencial para contribuir a la mejora de ingresos, seguridad alimentaria y nutrición, y para combatir el 'hambre oculta' causada por deficiencias de micronutrientes (vitaminas y minerales)
- Están fuertemente ligados a la herencia cultural de sus lugares de origen
- Son principalmente cultivos locales y tradicionales (con sus ecotipos y variedades bien adaptadas a ambientes específicos) o especies silvestres cuya distribución, biología, cultivo y usos están pobremente documentados
- Tiende a estar adaptado a nichos agroecológicos específicos y tierras marginales
- Tienen un sistema débil de provisiones o carecen de éste.
- Son reconocidas por tener usos tradicionales en áreas localizadas
- Son recolectadas de la naturaleza o cosechadas en sistemas de producción tradicional con poca o sin tecnología
- Reciben poca atención de investigación, agricultores, política, hombres de toma de decisiones, proveedores de tecnología y consumidores
- Pueden ser altamente nutritivos y/o tienen propiedades medicinales u otros usos múltiples.

### Base de datos
- NUS Database Asia
- US Plant Database Search Page
- Spices - by Gernot Katzer
- Photos of Asian Plants - Hiroshima University
- NewCROP the New Crop Resource Online Program

### Multimedia
- DIVERSEEDS film clip about Salicornia NUS and desert agriculture

- Datos: Q1974407
- Multimedia: Neglected and underutilised species / Q1974407